# Waschhaus (Saulx-les-Chartreux)

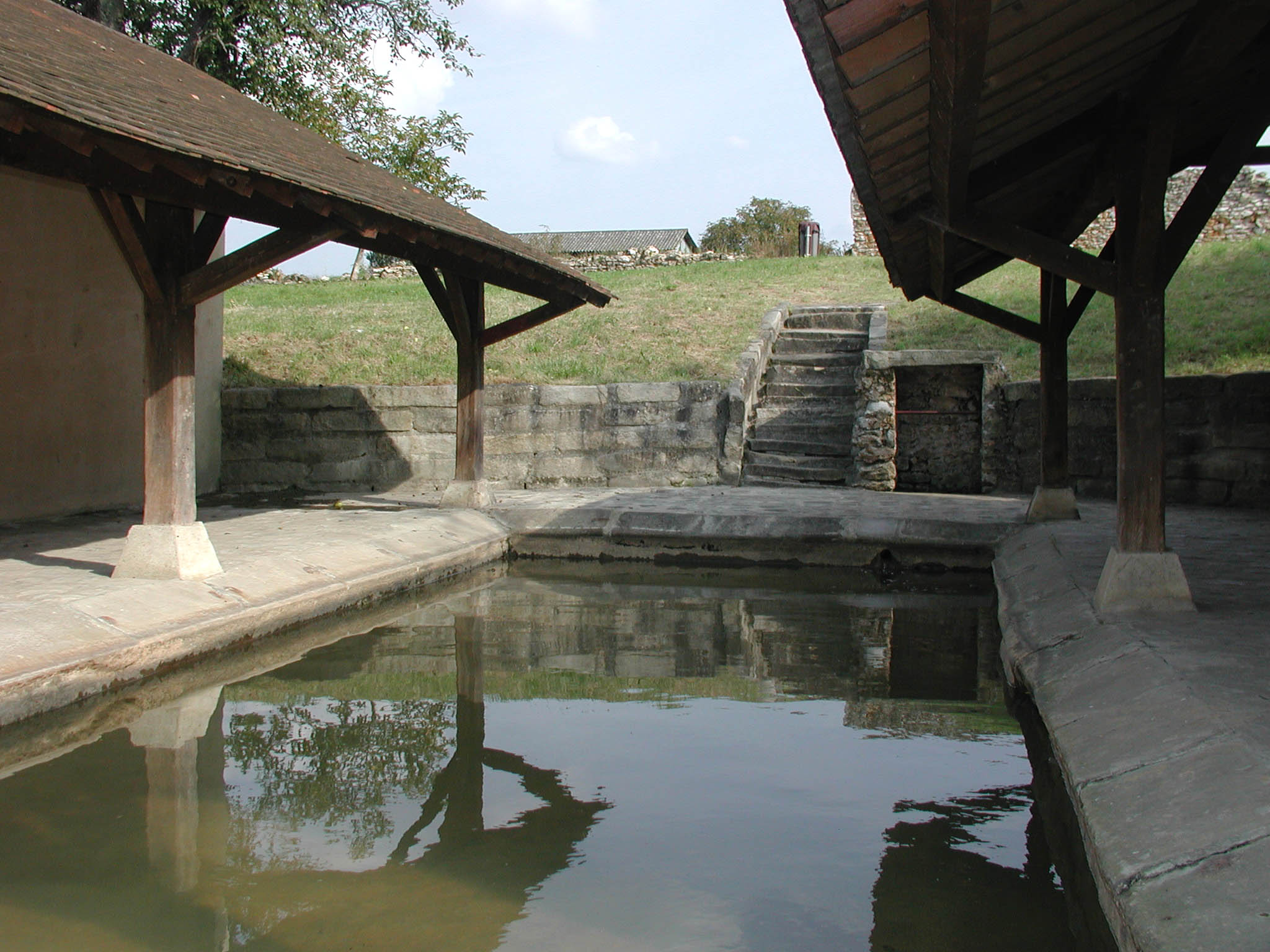
Waschhaus in Saulx-les-Chartreux

Das Waschhaus (französisch lavoir) in Saulx-les-Chartreux, einer französischen Gemeinde im Département Essonne in der Region Île-de-France, wurde im 19. Jahrhundert errichtet.  
Das öffentliche Waschhaus wird vom Brunnen Sainte Amélie gespeist. Es besteht aus einem Bruchsteinmauerwerk und zwei Pultdächern.